# Oxyethira angustella
Oxyethira angustella är en nattsländeart som beskrevs av Martynov 1933. Oxyethira angustella ingår i släktet Oxyethira och familjen smånattsländor. Inga underarter finns listade i Catalogue of Life.